# Randall Ezno
Randall Ezno è un personaggio immaginario presente nella serie di videogiochi Mass Effect ed è il protagonista delle vicende di Mass Effect: Infiltrator.

## Storia
Randall Ezno è un veterano di guerra, di cui la serie di Mass Effect non ci fornisce molti dettagli, agente di Cerberus. Il suo lavoro consiste nel catturare gli alieni per studiarli: nel 2186, durante la Guerra dei Razziatori, si trova a dare la caccia ad un Turian. Grazie a Inali Renata riceve numerosi aggiornamenti alle sue capacità biotiche e tecnologiche tramite l'uso di impianti neuronali, più di qualsiasi altro soggetto umano di prova sulla sua stazione spaziale Barn. Inviato su un pianeta gigante ghiacciato alla caccia del Turian, scopre durante la missione i suoi nuovi impianti, anche se non è al corrente del fatto che gli impianti avrebbero dovuto indottrinarlo.
Giunto sul luogo della missione, dopo aver combattuto contro i Geth ed essere riuscito a catturare il ricercato, si reca alla stazione spaziale Barn limitrofe al pianeta LV426, dove vengono effettuati degli esperimenti sugli umani, sugli alieni e sulla tecnologia dei Razziatori al fine di migliorare le prestazioni delle armi e dei poteri biotici. Mentre va a visitare la sua istruttrice Inali nel suo ufficio, dei soldati Turian cominciano ad attaccare la struttura: durante l'attacco, cercherà di contattarla.
Un hacker volus nascosto nella stazione comincia comunicare con lui e lo guida verso Inali: Randall una volta raggiunta l'infermeria dove la sua istruttrice stava subendo l'esperimento, si oppone al brutale trattamento, dichiara guerra e vendetta al Direttore, il responsabile della stazione, e inizia a combattere contro i suoi stessi commilitoni.
Seguendo i consigli del volus, comincia a spostarsi velocemente attraverso la base. Il volus assicura a Randall che se riesce a raggiungere il ripetitore della struttura, verranno tutti (inclusa Inali) salvati dall'Alleanza dei Sistemi. Affrontando vari soldati, mech di sicurezza e alieni modificati, riesce a raggiungere il ripetitore, contattare l'Alleanza e prendere una navetta dall'hangar per raggiungere LV426. Una volta sul pianeta, Randall combatterà contro Inali. Il loro scontro si conclude con la vittoria di Randall. Tramite le scelte di moralità scelte dal giocatore Inali resterà viva o morirà. Finito il combattimento giura di vendicarsi del Direttore, lascia il pianeta per onorare la sua promessa, e fornisce preziose informazioni sulle operazioni di Cerberus all'Alleanza dei Sistemi.